# Падилья, Рафаэль
Рафаэль Аугусто де Лима Падилья (порт. Rafael Augusto de Lima Padilha; род. 11 мая 1993, Жабоатан-дус-Гуарарапис, Пернамбуку) — бразильский игрок в пляжный футбол, вратарь. Выступает сборную Бразилии. Участник трёх чемпионатов мира (2017, 2019, 2021).

## Биография

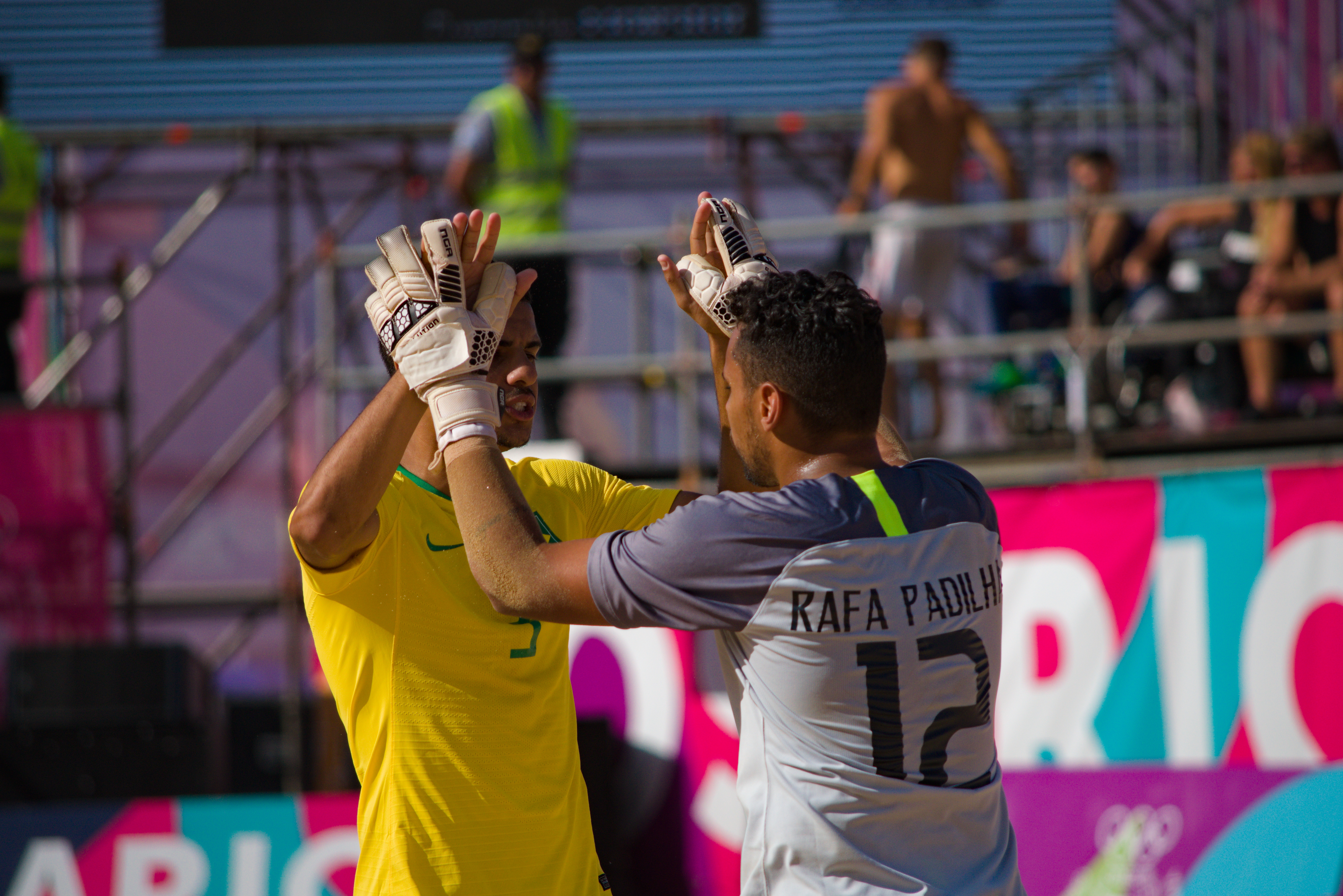
Падилья в 2019 году

Родился в Жабоатан-дус-Гуарарапис (штат Пернамбуку). Начал играть в пляжный футбол в семь лет. Выступал за команду СЕСК Пьедад. Помимо пляжного футбола занимался обычным футболом и мини-футболом. В 17 лет впервые сыграл на крупном соревновании по пляжному футболу в составе сборной Пернамбуканы на Кубке Нордесте 2011 года, где на двух из трёх этапах признавался лучшим вратарём. Позднее он с клубом «Санта-Крус» стал победителем Кубка Бразилии.
Успехи молодого футболиста отметил тренер сборной Бразилии Густаво Злокковик, который в 2012 году пригласил Падилью на роль третьего вратаря. Поскольку он добился признание в данном виде спорта, Рафа решил прекратить занятия в мини-футболе, где успел поиграть за «Санта-Крус» и «Спорт». Накануне старта чемпионата мира 2015 года Падилья был одним из кандидатов на поездку в Португалию, но в итоге тренер Александре Соареш оставил его за бортом соревнований. После прихода на тренерский мостик Жилберту Кошты, Рафа стал дублёром опытного Мао.
Впервые на мундиале Рафаэль сыграл в 23 года на чемпионате 2017 года, прошедшем на Багамах, где вместе с командой завоевал золото. Впоследствии он сыграл на провальных для Бразилии турнирах 2019 года в Парагвае и 2021 года в Москве, где южноамериканцы не смогли попасть даже в число четырёх сильнейших команд. Всего за сборную Рафа провёл около 100 матчей.
На клубном уровне на родине играл за «Васко да Гама» и «Фламенго». В Бразилии Рафа предпочитает играть в зимний период, а с началом летнего сезона в Европе перебирается через океан, где обычно защищает цвета португальской «Браги». Кроме того в его активе есть выступления за итальянскую «Катанию» и латвийскую «Ригу».
По итогам 2021 и 2022 годов включался в число 100 претендентов на получение звания лучшего игрока мира в пляжный футбол. В марте 2024 года за спортивные успехи был награждён городским советом Жабоатан-дус-Гуарараписа медалью Видаля де Негрейруша.

## Достижения
Сборная Бразилии
- Чемпион мира: 2017
- Победитель Кубка Америки: 2016
- Победитель Мундиалито: 2016
- Победитель Межконтинентального кубка: 2016, 2017
- Победитель Южноамериканских пляжных играх: 2019
- Победитель Всемирных пляжных игр: 2019

На клубном уровне
- Чемпион Бразилии: 2017, 2020 (Васко да Гама), 2021 (Анчиета)
- Чемпион Португалии: 2021, 2022 (Брага)
- Чемпион Италии: 2018, 2024 (Катанья)
- Победитель Кубка Португалии: 2021, 2022 (Брага)
- Победитель Суперкубка Португалии: 2022 (Брага)
- Победитель Кубка Либертадорес: 2016, 2017 (Васко да Гама)
- Победитель Клубного Мундиалито: 2019, 2020 (Брага)
- Финалист Клубного Мундиалито: 2021 (Брага)
- Победитель Кубка европейских чемпионов: 2019 (Брага)
- Финалист Кубка европейских чемпионов: 2020, 2021, 2022 (Брага)

Индивидуальные
- Лучший вратарь чемпионата Бразилии: 2016[6], 2020[7], 2021[8]
- Лучший вратарь Кубка Либертадорес: 2016
- Лучший вратарь Клубного Мундиалито: 2019, 2020, 2021
- Лучший вратарь Кубка европейских чемпионов: 2020
- Лучший вратарь чемпионата Италии: 2018, 2023, 2024